# Symphytognatha blesti
Symphytognatha blesti är en spindelart som beskrevs av Forster och Norman I. Platnick 1977. Symphytognatha blesti ingår i släktet Symphytognatha och familjen Symphytognathidae.
Artens utbredningsområde är New South Wales. Inga underarter finns listade i Catalogue of Life.